# Lamy (firma)

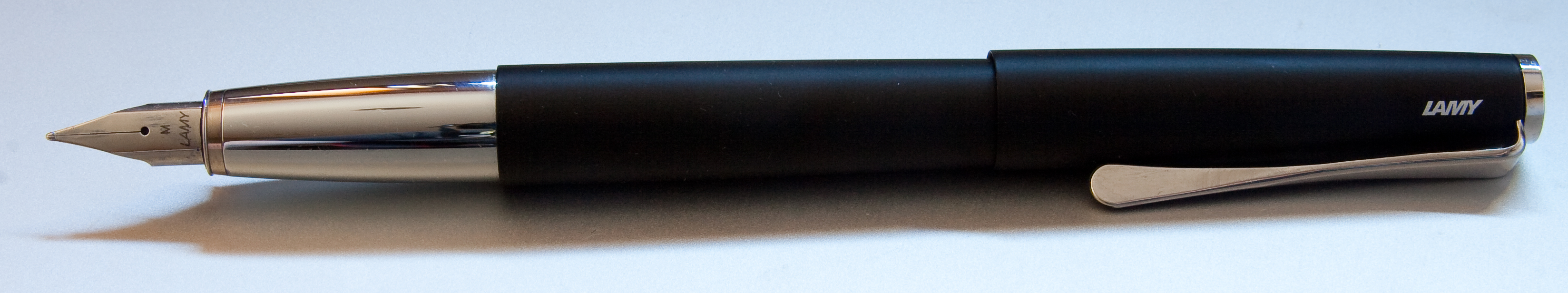
Pero Lamy Studio

C. Josef Lamy GmbH je německá firma, výrobce plnicích per se sídlem v Heidelbergu. Podle vlastních údajů vyrobí ročně tato rodinná firma 6 milionů psacích potřeb a její obrat v Německu činí 90 milionů eur (2015). Řadí se k předním výrobcům psacích potřeb v Německu a patří k největším světovým dodavatelům psacích potřeb.[zdroj?]

## Historie
Společnost Lamy je rodinnou firmou, která byla založena Josefem Lamym v roce 1930 v německém Heidelbergu. Samotná značka Lamy existuje od roku 1952, během jednoho roku na trh uvedla 27 různých řad plnicích per.